# John Stanley (1er baronnet)
Pour les articles homonymes, voir John Stanley (homonymie).
John Stanley, 1er baronnet (1663 - 30 novembre 1744) de Grangegorman, comté de Dublin, est un homme politique irlandais. 

## Biographie
Il est né à Tickencor, comté de Waterford, fils de Thomas Stanley, de Grangegorman, à Dublin et de son épouse, Jane Borrowes, et fait ses études à Trinity College, à Dublin. 
Il est secrétaire de divers lords chambellans (1689-1699), commissaire aux droits de timbre (1698-1700), secrétaire en chef pour l'Irlande 1713-1714, caissier de l'échiquier et député de Gorey en 1713. Il est élu membre de la Royal Society en 1688 . 
Il est fait baronnet Stanley en 1699. Le titre s'éteint à sa mort le 30 novembre 1744. 

## Mariage
Il épouse Ann Granville (d.1730), une fille de Bernard Granville (1631-1701) (en) de Birdcage Walk, Westminster, et Apps Court, Walton-on-Thames, Surrey, un courtisan, gentilhomme de l'écurie et valet de la chambre à coucher du roi Charles II , député de plusieurs circonscriptions de Cornouailles et frère cadet de John Granville (1er comte de Bath), qui joue un rôle important dans la Restauration anglaise. Ils n'ont pas d'enfants. Mary Delany est la nièce d'Ann Granville et vit avec eux à Whitehall de 8 à 15 ans . 